# Paraboea crassifolia
Paraboea crassifolia là một loài thực vật có hoa trong họ Tai voi. Loài này được (Hemsl.) B.L. Burtt mô tả khoa học đầu tiên năm 1984.